# Pane di Montecalvo
Il pane di Montecalvo è un prodotto di panetteria tipico di Montecalvo Irpino, un comune italiano della provincia di Avellino ubicato nella valle del Miscano e aggregato alla comunità montana dell'Ufita.
Il pane di Montecalvo è ottenuto grazie all'impiego di farina di semola di grano duro rimacinata della varietà locale Saragolla (coltivata localmente e tutelata quale prodotto agroalimentare tradizionale) mescolata con acqua, sale e lievito madre.
Rinomato in tutta la regione, il pane di Montecalvo si caratterizza per la crosta assai spessa e per la mollica compatta ma ricca di cavità. L’impasto viene preparato, secondo le tradizionali ricette locali, in contenitori di legno mediante la mescola di farina con acqua e lievito naturale (crescente in dialetto irpino); quest'ultimo viene ricavato artigianalmente sempre dalla stessa pasta madre contenuta in recipienti di terracotta. La preparazione del pane richiede una faticosa lavorazione manuale, tale da consentire la formazione di bolle d’aria all'interno della massa; dopodiché avviene la prima lievitazione all'interno dei contenitori in legno. Successivamente si provvede a suddividere l'ammasso originario in  panetti tondeggianti che vengono avvolti in fazzoletti di cotone e riposti in cesti di vimini ove si compie la seconda lievitazione. Solo dopo questa fase le forme di pane, marchiate mediante un taglio a forma di croce, vengono immesse nei forni a legna in laterizio ove avviene la cottura finale.
Il pane di Montecalvo, che si fregia del marchio PAT attribuito dal Ministero delle politiche agricole alimentari e forestali, si contraddistingue per la lunga durata di conservazione, mantenendo intatti il sapore e la fragranza per una settimana. Il comune di Montecalvo Irpino è parte dell'Associazione nazionale città del pane.